# رسالة بحثية

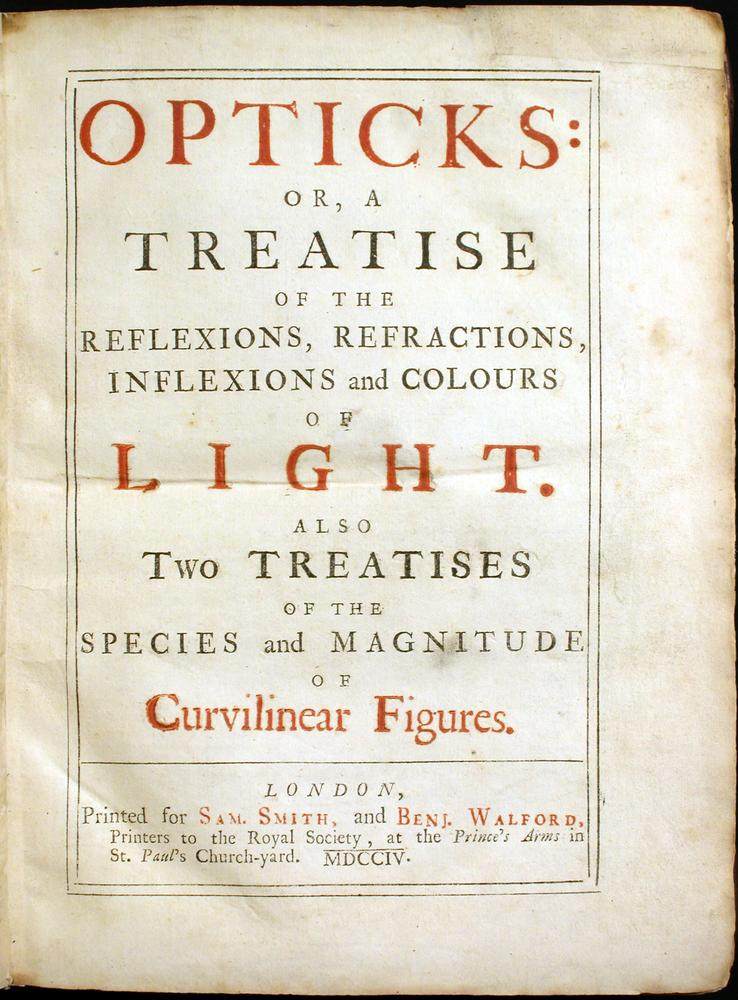
صفحة العنوان لرسالة البصريات من تأليف السير إسحاق نيوتن.

الرسالة البحثية أو البحث أو الرسالة (بالإنجليزية: Treatise)‏ هي بحث أو محاضرة مكتوبة بصيغة رسمية ومنهجية حول موضوع ما، وعمومًا أطول ومعالجتها تتميز بعمق أكبر عن المقالة، وأكثر اهتمامًا بالتحقيق أو الكشف عن مبادئ الموضوع ونتائجه. في المقابل الأفرودة هي رسالة بحثية متخصصة في موضوع معين.

## أصل الكلمة الإنجليزية
تعود أصول كلمة "treatise" إلى أوائل القرن الرابع عشر، وهي مشتقة من المصطلح الإنجليزي النُّرْمَنْدِيّ tretiz، والذي أتى بدوره من الكلمة الفرنسية القديمة traitis، والتي تعني "رسالة بحثية" أو "حساب". هذا المصطلح الفرنسي القديم متجذر في الفعل traitier، والذي يعني "يتعامل مع" أو "يعرض بالكلام أو الكتابة".
ويمكن تتبع النسب التأثيلي إلى ما هو أبعد من ذلك إلى الكلمة اللاتينية tractatus، وهي شكل من أشكال الفعل tractare، والذي يعني "يعالج" أو "يدير" أو "يتعامل مع".

## رسائل بحثية مهمة تاريخيًا

### الجدول
اختيرت الأعمال المدرجة هنا على أنها مؤثرة في تطور الحضارة الإنسانية.
| عنوان                          | مؤلف                | عام الإصدار الأول | موضوع         | مرجع التأثير |
| ------------------------------ | ------------------- | ----------------- | ------------- | ------------ |
| فن الحرب                       | صن تزو              | ~ 500BC           | حرب           | مرجع         |
| العناصر                        | إقليدس              | ~ 300 قبل الميلاد | الرياضيات     | مرجع         |
| Arthashastra                   | كوتيليا             | ~ 200BC           | فن الحكم      | مرجع         |
| دي أركيتيتورا                  | فيتروفيوس           | ~ 30 قبل الميلاد  | هندسة معمارية | مرجع         |
| المجسطي                        | كلوديوس بطليموس     | 200 ثانية         | الفلك         | مرجع         |
| Vivekacūḍāmaṇi                 | عدي شنكرا           | 700 ثانية         | فلسفة         | مرجع         |
| رسالة في فن البناء             | ليون باتيستا البرتي | 1485              | هندسة معمارية | مرجع         |
| الأمير                         | نيكولو مكيافيلي     | 1532              | سياسة         | مرجع         |
| حول دوران الكواكب السماوية     | نيكولاس كوبرنيكوس   | 1543              | الفلك         | مرجع         |
| مقال عن المنهج                 | ديكارت رينيه        | 1637              | فلسفة         | مرجع         |
| رسالتان في الحكم المدني        | جون لوك             | 1660              | حكومة         | مرجع         |
| البصريات                       | إسحاق نيوتن         | 1704              | الفيزياء      | مرجع         |
| ثروة الأمم                     | آدم سميث            | 1776              | اقتصاديات     | مرجع         |
| حول أصل الأنواع                | تشارلز داروين       | 1856              | مادة الاحياء  | مرجع         |
| رسالة في الكهرباء والمغناطيسية | جيمس كليرك ماكسويل  | 1873              | الفيزياء      | مرجع         |

### مناقشة لأمثلة مختارة

#### أصولإقليدس
ظهر كتاب أصول إقليدس في طبعات أكثر من أي كتاب آخر باستثناء الكتاب المقدس ويعتبر واحد من أهم الرسالات الرياضية على الإطلاق. تمت ترجمته إلى العديد من اللغات ولا يزال يُطبع باستمرار منذ اختراع المطبعة. وقبل اختراع المطبعة، كان يتم نسخه يدويًا وتوزيعه على نطاق واسع. عندما لاحظ العلماء تميز الكتاب، أزاحوا الكتب الأقل منه من التداول. قام العديد من المؤلفين اللاحقين، مثل ثيون الإسكندري، بعمل طبعاتهم الخاصة، مع التعديلات والتعليقات والنظريات الجديدة أو الليمات. ألهم وأكثر كتاب أصول إقليدس في العديد من علماء الرياضيات. على سبيل المثال، أرخميدس وأبولونيوس، وهم من أعظم علماء الرياضيات في زمانهم، تلقوا تدريبهم العلمي على يد تلامذة إقليدس وكتابه العناصر، واستطاعوا حل الكثير من المشاكل الرياضية المفتوحة في زمن اقليدس. والكتاب مثال رئيسي لكيفية كتابة نص في الرياضيات البحتة، فيه تُعرض الببديهيات بطريقة بسيطة ومنطقية، والتعريفات دقيقة، والنظريات معروضة بشكل واضح، والبراهين مثبتة بطريقة منطقية. يتكون كتاب الأصول من ثلاثة عشر كتابًا تتناول الهندسة (بما في ذلك هندسة الأجسام ثلاثية الأبعاد مثل متعدد السطوح)، ونظرية الأعداد، ونظرية النسب. والكتاب في الأساس عبارة عن تجميع لكل الرياضيات المعروفة لدى الإغريق حتى زمن إقليدس.